# Опря, Анатолий Александрович
Анато́лий Алекса́ндрович О́пря (укр. Анатолій Олександрович Опря; род. 25 ноября 1977, Ильичёвск, Одесская область) — украинский футболист

## Биография
Воспитанник ильичёвского футбола. Начал играть в «Ильичёвце» (Ильичёвск) в 1986 году. Первый тренер — В. Яковлев.
Выступал за клубы: «Монолит» (Ильичёвск), «Портовик» (Ильичёвск), «ЦСКА-2», «Жемчужина» (Сочи), «Кристалл» (Смоленск), «Рубин» (Казань), «Черноморец» (Одесса). С 2004 года по 2007 год выступал за три харьковские команды: «Металлист», «Арсенал» и «Харьков». С 2007 года по 2009 год выступал за криворожский «Кривбасс».
Затем являлся игроком овидиопольского «Днестра» и «Одессы». С 1-го января 2015 года — игрок «Балкан»

## Достижения
- Победитель Первого дивизиона ПФЛ России: 2002
- Серебряный призёр Первой лиги Украины: 2004/05